# 楊博軒
楊 博軒（よう はくけん、ヤン・ポーシャン、英語: Yang Po-hsuan、1996年8月23日 - ）は、台湾の男子バドミントン選手。

## 経歴
2019年から、2歳年上の李哲輝とペアを組む。
2023年の韓国マスターズでは、同胞1番手で東京五輪金メダリストの李洋 / 王齊麟を決勝で破って優勝した。
2024年、2月のドイツ・オープンの決勝では、中国の何濟霆 / 任翔宇を15-21, 23-21, 23-21の大接戦で逆転勝利し優勝した。
翌週のフランス・オープンでは、2回戦で世界ランク3位の梁偉鏗 / 王昶を破り、準々決勝では世界ランク7位のファジャル・アルフィアン / ムハマド・リアン・アルディアントをストレートで破る。準決勝でも世界ランク6位の保木卓朗 / 小林優吾をストレートで破り決勝に進出。
決勝では世界ランク1位のサトウィクサイラジ・ランキレッディ / チラグ・シェッティに敗れ準優勝となる。ノーシードからの決勝進出という下克上を果たした。